# Etimología de química
En la historia de la ciencia, la etimología de la palabra química es un asunto controvertido. Está claro que la palabra alquimia es europea, derivada de una arábiga, pero el origen del radical kēme es incierto. Palabras similares a ésta se han encontrado en muchos idiomas antiguos, con muchos significados diferentes, sin embargo, de algún modo relacionadas con la alquimia. De hecho, persas, griegos, chinos e indios usaban términos que denotaban cambio o transmutación. La mayoría de historiadores, sin embargo, aceptan que los primeros químicos fueron egipcios. Por ejemplo, en 1782, el químico francés Antoine Fourcroy, en Leçons élémentaires d'histoire naturelle et de chimie, divide la historia de la química temprana en cuatro épocas: Egipto, Los árabes, alquimia, y química farmacéutica, iniciada por Paracelso.
Las raíces de la palabra «química», esencialmente, derivan del estudio antiguo de cómo transmutar metales «de tierra» en «oro» en combinación con conjuros alquímicos así como de esfuerzos por encontrar la Piedra filosofal La mayoría de autores acepta que el origen de la palabra «química» es egipcio, basada en la antigua palabra egipcia kēme (quem), que significa tierra. Así mismo, la mayoría acepta que la alquimia nació en el antiguo Egipto, donde la palabra kēme se usaba para referirse a la fertilidad del suelo alrededor del Nilo.
Algunos, sin embargo, sostienen que la palabra «química» tiene su origen en la palabra griega χημεία (khemeia) que significa «mezcla de líquidos». Otros afirman que la palabra alquímica deriva de la palabra griega para «El Arte Egipcio».
Tradicionalmente, la ciencia de la alquimia fue considerada como surgida de la gran figura egipcia llamada por los griegos Hermes Trismegisto (el «tres veces grande» Hermes, celebrado como sacerdote, rey y erudito), de quien se piensa que es el fundador de este arte. Hermes, y de quien se decía que vivió alrededor de 1900 a. C., fue muy célebre por su sabiduría y destreza en las operaciones de la naturaleza. En 1614 Isaac Casaubon demostró que el trabajo literario que se le atribuía —el llamado Corpus hermeticum— fue escrito bajo seudónimo durante los tres primeros siglos de nuestra era.

## Sinopsis
En general, se sabe que Egipto fue fundado como estado en el 776 a. C. Es posible que los alquimistas griegos hayan adoptado la terminología egipcia. Sin embargo, el lapso de tiempo entre ellos es demasiado largo. Algunos creen que la palabra proviene del persa antiguo «Kimia», que significa oro. La teoría alquímica relacionada con Hermes Trismegisto es el sincretismo del dios griego Hermes y el egipcio Thoth. Más aún, se sabe que los cuatro dioses químicos de los egipcios, el principio original femenino-masculino de Osiris (Sol masculino) y el correspondiente Isis (esposa-hermana, Luna femenino), igual que Mercurio y Vulcano, se convirtieron en ocho dioses y finalmente en doce, más tarde adoptados por los griegos.
A esta teoría, en química, generalmente se le conocía como «pirámide de la composición». Se utilizó en la obra de Michael Maier, quien influenció a Isaac Newton en sus escritos acerca de la alquimia en los años 1860. Por lo tanto, la palabra del «Egipto» antiguo kēme (3000 a. C.), que representa la tierra, es una raíz posible de la palabra química. En el 300 d. C. se volvió «khēmia», o transmutación, luego «al-khemia», en el mundo árabe, alquimia en la Edad Media, y más tarde «química», en 1661, en la publicación de Boyle.
El lugar de nacimiento de la alquimia, por lo tanto, de acuerdo con muchas referencias, fue el antiguo Egipto, donde, en Alejandría, comenzó un florecimiento en el periodo helenístico; simultáneamente, en China se desarrolló una escuela de alquimia. Se acepta que los escritos de algunos de los primeros filósofos griegos contienen las primeras teorías químicas y que la teoría propuesta en el siglo quinto antes de Cristo por Empédocles —de que todas las cosas están compuestas por aire, tierra, fuego y agua— influyó en la alquimia.
Asimismo, de acuerdo con el célebre historiador de la química James R. Partington, en cuyo cuarto volumen de su obra magna Historia de la Química (1969), que es una referencia a la que «todos los historiadores de la química siguen profundamente agradecidos», «las primeras aplicaciones de los procesos químicos tuvieron que ver con la extracción de metales y las manufacturas cerámicas, y eran una suerte de destrezas practicadas varios siglos antes de la Edad del Bronce y de las civilizaciones de Egipto y Mesopotamia». De modo que, de acuerdo con Partington, la alquimia procede de Egipto y Mesopotamia.
En suma, como derivación de la palabra hay dos interpretaciones principales que coinciden en afirmar que su origen es árabe, ya que el prefijo «al» es el artículo árabe equivalente al español «el». Pero de acuerdo con una interpretación, la segunda parte de la palabra viene del griego χημεία, fluido, infusión, usada en conexión con el estudio de las esencias de plantas, y de ahí extendida a las manipulaciones químicas en general. Esta derivación explica la forma tradicional de deletrear «químico» y «química». Los otros sentidos de khem o khame, jeroglifo khmi, denotan tierra negra, como opuesto a arena estéril.
En Plutarco aparecen como χημεία; en esta derivación, alquimia se interpreta como «arte egipcio». La primera aparición de la palabra fue en un tratado de Julius Firmicus, un astrólogo del siglo cuarto d. C., pero el prefijo «al» debe haber sido la adición de un copista posterior. En inglés, Piers Plowman (1362) contiene la frase «experimentis of alconomye», con variantes «alkenemye» y «alknamye». A mediados del siglo dieciséis comienza a ser relegado el prefijo «al» (abajo se aportan más detalles).

## Origen egipcio
De acuerdo con el egiptólogo Wallis Budge, la palabra árabe al-kīmiyaˀ en realidad significa «la [ciencia] egipcia», tomada del copto la palabra «Egipto», kēme (o su equivalente en el dialecto medieval Bohairic, dialecto del copto, khēme). Esta palabra copta deriva del demótico kmỉ, y este del egipcio antiguo kmt. La palabra en egipcio antiguo se refería a dos cosas: la tierra y el color «negro» (Egipto era «Tierra Negra», a diferencia de la «Tierra Roja», el desierto que le circundaba). Entonces esta etimología también puede explicar el sobrenombre de «Artes Oscuras de Egipto». Sin embargo, de acuerdo con Mahn, esta teoría sería un ejemplo de etimología popular. Suponiendo un origen egipcio, la química se define como:
Química, del egipcio antiguo «khēmia», significa transmutación de la tierra. Es la ciencia de la materia a las escalas atómica y molecular. Se trata en general de colecciones de átomos como moléculas, cristales y metales.
Entonces, de acuerdo con Budge y colabotadores, química proviene de la palabra egipcia khemein o khēmia, «preparaciòn de polvo negro», derivada del nombre khem, Egipto. En un decreto de Diocleciano, escrito alrededor de 300 a. C. en griego, se opina contra «los antiguos escritos egipcios, que tratan de transmutación khēmia del oro y la plata».

## Origen griego
El árabe al-kimia, de acuerdo a algunos autores, se cree que se deriva de la palabra griega khemeia (χημεία) que significa alquimia. De acuerdo con Mann, la palabra griega χυμεία khumeia que significa «fundir en conjunto», «soldar», «alear», etc. (cf. Gk. kheein «colar»). Se asume un origen griego, química se define como:
Química, del griego χημεία (chemeia), que significa «moldear en conjunto» o «colar en conjunto», es la ciencia de la materia a las escalas atómica y molecular. Se trata en general de colecciones de átomos como moléculas, cristales, y metales.
La palabra alquimia viene del árabe al-kīmiyaˀ or al-khīmiyaˀ (الكيمياء o الخيمياء), probablemente constituida por el artículo al- y la palabra griega para alquimia: khemeia (χημεία). También se piensa que está conectada con las palabras griegas kheein (χέειν) «colar» y «khuma» (χύμα) «colar en conjunto», «moldear en conjunto», «soldar», «alear».

## Origen persa
Algunos investigadores creen que viene del persa antiguo «kimia», que significa oro y la ciencia de transformar los elementos, que se transfirió posteriormente a Europa por los árabes.

## De la alquimia a la química
Fue el famoso mineralogista y humanista Georgius Agrícola quien primero evitó el artículo definido árabe y comenzó, en sus trabajos de latín desde 1530, a escribir «química» y «químico» en lugar de los anteriores «alchymia» y «alchymista». Como humanista, Agrícola estaba interesado en purificar las palabras y regresarlas a sus raíces clásicas. Él no tenía intención de hacer distinción entre la ciencia racional y práctica de la «chymia» y la oculta «alchymia». Usó estas palabras para los dos tipos de actividades. La distinción moderna se creó a principios del siglo XVIII.
Durante el resto del siglo XVI, el nuevo cuño de Agricola se propagó lentamente. Parece haber sido adoptado en la mayoría de los idiomas vernáculos europeos, posteriormente a la adopción de Conrad Gessner en su extremadamente popular obra pseudónima De remediis secretis: Liber physicus, medicus, et partim etiam chymicus (Zúrich, 1552). En la segunda mitad del siglo mencionado, esta obra se publicó reiteradas veces. En traducciones tempranas ocurren incipientes usos de los términos «chimie» (francés), «Chemie» (alemán), «chimica» (italiano) y «chemistry» (inglés).